# Schistura seyhanicola
Schistura seyhanicola es una especie de peces de la familia Balitoridae en el orden de los Cypriniformes.

## Morfología
• Las hembrass pueden llegar alcanzar los 4,32 cm de longitud total.

## Distribución geográfica
Se encuentra en Turquía.

## Hábitat
Es un pez de agua dulce.